# Нижний Дзёляю
Нижний Дзёляю (устар. Нижний Деля-Ю) — река в Берёзовском районе Ханты-Мансийского автономного округа. Устье реки находится в 176 км по правому берегу реки Хулга. Длина реки составляет 18 км.

## Данные водного реестра
По данным государственного водного реестра России относится к Нижнеобскому бассейновому округу, водохозяйственный участок реки — Северная Сосьва, речной подбассейн реки — Северная Сосьва. Речной бассейн реки — (Нижняя) Обь от впадения Иртыша.